# Bayerischer Platz
Le Bayerischer Platz (ou Place bavaroise) est une place de Berlin, au cœur du quartier bavarois, à Schöneberg.

## Histoire
La place a pris ce nom sur décision du maire de Schöneberg, en hommage à l'ancien royaume de Bavière. Elle s'inscrit dès l'origine dans un quartier où les rues renvoient en majorité aux villes bavaroises.
La place a été aménagée en 1908 suivant les plans de Fritz Encke, avec des espaces verts, des arbres et des bancs en son centre. Les bâtiments qui la bordaient jusqu'à la Seconde Guerre mondiale ont quant à eux été construits entre 1900 et 1914 dans le style Gründerzeit tardif.
Les bombardements et incendies de la Seconde Guerre mondiale ont ravagé la partie centrale de la place et détruit une grande partie des bâtiments qui la bordaient. En février 1945, une bombe détruit la station de métro, faisant 63 morts. À la fin de la guerre, il ne reste qu'un kiosque à journaux.
En 1956, le tracé de la Grunewaldstraße est rectifié. L'espace vert, au centre de la place, est réaménagé suivant les plans de Karl-Heinz Tümler, avec quatre fontaines aux formes contemporaines. La gare du métro est reconstruite selon le style de l’époque, avec un pavillon de verre. Autour de la place, les terrains vagues laissent progressivement place à de nouveaux bâtiments entre 1956 et 1958. Après la reconstruction de la nouvelle station de métro, inaugurée en 1971, la place prend le visage qu’on lui connaît aujourd’hui.

## Quartier
De nombreux artistes et intellectuels ont vécu sur la place ou dans les environs, parmi lesquels Erich Fromm, Gottfried Benn, Arno Holz et Albert Einstein.